# José Jiménez Borja
José Jiménez Borja (Tacna, 22 de diciembre de 1901-Lima, 23 de agosto de 1982) fue un lingüista, crítico literario y docente peruano, que estuvo ligado durante muchas décadas a la enseñanza universitaria en su alma mater, la Universidad Nacional Mayor de San Marcos. Fue ministro de Educación en 1968 y miembro destacado de la Academia Peruana de la Lengua. Publicó estudios lingüísticos enderezados a definir las modalidades del idioma español en el Perú, y ha sido considerado como uno de los peruanos más enterados en el tema. Destacan también sus estudios críticos sobre diversos autores españoles, hispanoamericanos y peruanos.

## Biografía
José Jiménez Borja nació en la ciudad de Tacna, entonces bajo administración de Chile. Fue hijo de José Jiménez Ara y Jesús Borja Iturri. En su infancia estudió en el Liceo de Tacna, pero debido a la hostilidad chilena, pasó a La Paz y finalmente a Lima, donde culminó sus estudios escolares, en el colegio Santo Tomás de Aquino.
Posteriormente, ingresó a la Facultad de Letras de la Universidad Nacional Mayor de San Marcos y se graduó de bachiller y doctor, esto último con la tesis «Elogio a don Luis de Góngora» (1927). Luego optó por la carrera de derecho en la misma universidad, graduándose de bachiller con la tesis «Los extranjeros en el Perú» y obteniendo el título de abogado. En la sección pedagógica de la Facultad de Letras y Pedagogía se tituló de profesor de educación secundaria en la especialidad de Castellano y Literatura. 
Por esos años ejerció la docencia en diversos colegios secundarios de Lima, como el Santo Tomás de Aquino, La Inmaculada y Guadalupe.
En 1935 empezó a ejercer la docencia en la Universidad Nacional Mayor de San Marcos (UNMSM). Fue catedrático de Castellano, Perceptiva y Metodología Castellana, en la Facultad de Filosofía, Historia y Letras; catedrático de Metodología y Práctica de la Enseñanza del Castellano, en la Facultad de Letras y Pedagogía; y catedrático de Literatura y Problemas de la Educación Nacional, en la Facultad de Educación.
Fue decano de la Facultad de Letras de 1946 a 1948. También ejerció en varias oportunidades el decanato de Educación y la presidencia interina del Consejo de la Facultad de Educación de la UNMSM. 
Asimismo, enseñó el curso de Castellano en el Instituto Pedagógico Nacional de Varones; y el curso de Historia de la Literatura Antigua en la Universidad Católica.
Durante la década de 1940, se desempeñó como inspector de enseñanza particular y asesor técnico en el Ministerio de Educación. Fue miembro de la comisión que elaboró la ley orgánica de Educación Pública de 1941 y ejerció los cargos de director de educación artística y extensión cultural y de educación normal.
Como coronación a toda su trayectoria en el sector educativo, fue nombrado, durante el primer gobierno de Fernando Belaúnde Terry, como ministro de Educación (1968). Fue sucedido en dicho cargo por Augusto Tamayo Vargas, quien apenas ejerció por unas horas, debido al golpe de Estado del general Juan Velasco Alvarado.
Participó en numerosos eventos académicos realizados en el exterior:
- En 1938 representó al Perú como delegado cultural a las fiestas del cuarto centenario de Bogotá.
- En 1939, presidió una delegación universitaria peruana que visitó La Paz y las principales ciudades bolivianas.
- En 1934 fue profesor visitante de Miles College Oukland (California). En ese mismo año asistió como delegado del Perú al Congreso Panamericano de Educación celebrado en Panamá.
- En 1951 concurrió al primer Congreso de Academias de la Lengua que se efectuó en México.
- En 1952 viajó a Santiago de Chile como delegado del Perú a los actos conmemorativos del primer centenario de José Toribio Medina.

Fue miembro de la Academia Peruana de la Lengua, en la que ejerció el cargo de secretario perpetuo (1941-1979) y director (1979-1982).
Tuvo a su cargo la revisión idiomática del texto de la Constitución Política de 1979.
Murió víctima de un ataque cardíaco, que lo sorprendió mientras se hallaba en su estudio, junto con sus libros y escritos.

## Condecoraciones
- Orden El Sol del Perú, en el grado de Gran Cruz (1981).[5]
- Orden del Cóndor de los Andes, en el grado de Comendador.[3]

## Publicaciones
Entre sus obras principales destacan:
- Alma de Tacna (1926, escrita bajo el seudónimo de Unos tacneños, en colaboración con Jorge Basadre).[3]
- Elogio a don Luis de Góngora (1929)[2]
- Historia literaria (1935)[2]
- Cien años de literatura peruana y otros estudios críticos (1940)[2]
- El problema del bilingüismo en el Perú (1941). Letras (Lima), 7(19), 169-179. https://doi.org/10.30920/letras.7.19.1
- José María Eguren, poeta geográfico (1952). Letras (Lima), 18(47), 9-24. Premio Nacional otorgado a los ensayos, 1953.[2] https://doi.org/10.30920/letras.18.47.2.
- Ortografía práctica, precedida de un ensayo de metodología ortográfica (1955).
- La personalidad literaria de Pedro Paz Soldán y Unanue[1]
- El idealismo en la lingüística y su derivación metodológica[1]
- José de la Riva Agüero (estudio publicado en el volumen XL de la Biblioteca Hombres del Perú de Editorial Universo, 1966).[3]

Fue también autor de numerosos textos de Castellano y Literatura destinados a la educación secundaria. Numerosos artículos suyos fueron publicados en  revistas peruanas de humanidades, como Mercurio Peruano, San Marcos, Letras peruanas y Mar del Sur, así como en el diario El Comercio de Lima.
«Puede decirse que el doctor José Jiménez Borja fue en nuestro tiempo el mejor gramático peruano en lengua castellana» (Washington Delgado, 1986).